# برنچلند (ویرجینیای غربی)
برنچلند (به انگلیسی: Branchland) یک منطقهٔ مسکونی در ایالات متحده آمریکا است که در شهرستان لینکلن، ویرجینیای غربی واقع شده‌است.